# کوه لامارک
کوه لامارک (به انگلیسی: Mount Lamarck) یک کوه در ایالات متحده آمریکا است که در کالیفرنیا واقع شده‌است. کوه لامارک ۴٬۰۸۹٫۵۵ متر بالاتر از سطح دریا واقع شده‌است.